# Сморгонська ведмежа академія

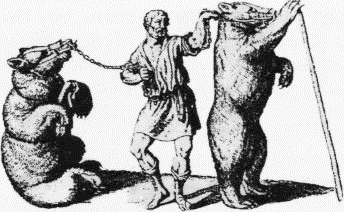
Дресура ведмедів, старовинна літографія

Сучасний герб Смаргоні

Сморгонська ведмежа академія — жартівлива назва ловлі та дресури ведмедів, заснована князями Радзивілами у Сморгоні; одна зі шкіл білоруських блазнів.
Ловля ведмедів існувала з XVII століття до кінця XVII століття, за іншими джерелами - до початку XIX століття. Ведмедів дресували поблизу Сморгоні (на так званих «французьких пагорбах») у кілька прийомів. Спочатку молодих ведмедів навчали «танцювати», для чого їх клали (2-3) у спеціальну клітку, в якій нагрівали дно, і вчили стояти на задніх лапах і переходити з однієї лапи на іншу (больовий рефлекс під звуки бубна), потім навчали кланятися тощо. Поводирі («ведмедники») з навченими звірями також ходили заробляти виступами на ярмарки в Росії, Угорщині, Німеччині і т.д., та вигідно торгували дресованими ведмедями. Сцена з навченим ведмедиком також була в батлейці: виводили ляльок - блазня і ведмедя, яких називали «сморгонські учитель з учнем» (1902, Мінська губернія).
У 2004 р. був прийнятий герб Сморгоні, на срібному полі якого на червоній решітці зображений чорний ведмідь, що стоїть на задніх лапах і тримає герб Радзивілів на передніх лапах. Історичний факт існування Сморгонської академії взято за основу герба.